# Naujaat
Naujaat (en inuktitut: ᓇᐅᔮᑦ , lit.  'lloc de nidificació de les gavines'), anglicitzat i conegut oficialment fins al 2 de juliol de 2015 com a Repulse Bay, és un llogaret inuit situat al cercle polar àrtic. Es troba a la vora de la badia de Hudson, a l'extrem sud de la península de Melville, a la regió de Kivalliq de Nunavut, Canadà.

## Història
Naujaat va ser visitat per primera vegada pels europeus durant la dècada de 1740, i a finals de la dècada de 1800 es va convertir en un popular lloc de caça de balenes per als baleners americans i escocesos. Molts dels inuit de la vila treballaven a bord d'aquests vaixells baleners. Tot i que hi ha diverses teories sobre l'origen del nom anglès "Repulse Bay", molts atribueixen el nom a Christopher Middleton, que quan va buscar el pas del nord-oest el 1742 va descobrir que la badia no era una ruta per sortir de la badia de Hudson, sinó més aviat. un cul-de-sac. Es diu que la va anomenar "Badia de la repulsa, la badia on em van allunyar". La Companyia de la Badia de Hudson hi va obrir una base comercial cap al 1916 i el 1923 una empresa de comerç de pells rival, Revillon Frères, en va obrir un altre. El 1932 s'hi va construir una missió catòlica.
El 2021 tenia 1.225 habitants.